# Філіп Рів
Філіп Рів (англ. Philip Reeve; 28 лютого 1966, Брайтон) — британський письменник-фантаст, автор і ілюстратор дитячих книг. Наразі живе в Дартмурі з дружиною Сарою та їхнім сином Самуїлом.

## Біографія
Філіп Рів народився 28 лютого 1966 року в місті Брайтоні.

## Творчість

### Всесвіт «Смертних машин»
- Смертні машини (2001, англ. Mortal Engines)
- Predator's Gold (2003, англ. Predator's Gold)
- Infernal Devices (2005, англ. Infernal Devices)
- A Darkling Plain (2006, англ. A Darkling Plain)
- Traction City (2011, англ. Traction City)